# Air China
Air China (Codi IATA: CA, OACI: CCA) és l'aerolínia estatal de la República Popular de la Xina amb les seves oficines centrals a Pequín i la segona aerolínia comercial (China Southern Airlines és la major de la Xina).
És l'aerolínia de bandera i l'única aerolínia que té la bandera nacional en tota la seva flota. El seu logotip és un fénix format per les lletres del terme VIP. La seva base principal és l'Aeroport Internacional de Pequín.

## Història
Air China va ser fundada i va iniciar les seves operacions l' 1 de juliol de 1988. Inicialment va ser la divisió de transport internacional de l'Administració d'Aviació Civil de la Xina (CAAC) amb base a Pequín, i va ser rebatejada el 1988, quan el govern va decidir escindir les divisions operatives de CAAC en aerolínies separades, cadascuna amb el seu propi nom.
Majors desregulacions dins de l'aviació van tenir lloc el 1994, permetent la inversió estrangera en els aeroports i facilitant la importació de aeronaus construïdes fora de la Xina continental. L'any 1996 el país tenia 108 aeroports amb serveis regulars d'aerolínies i prop de 30 aerolínies diferents. El 28 d'octubre de 2002, Air China es va consolidar amb la fusió amb China National Aviation Corporation (CNAC) i China Southwest Airlines.
Durant el 2004 com a part d'una consolidació de la indústria de l'aviació xinesa, Air China va absorbir Zhejiang Airlines (una subsidiària de CNAC). El 15 de desembre de 2004 la companyia va col·locar les seves accions a les borses de Honk Kong i Londres. Air China té participació a Air China Cargo (51%), Air Macau (51%) i també posseeix la majoria de les accions de Shandong Airlines.
Al març del 2005, Air China va estar en converses amb Swire Group, l'accionista majoritari de Cathay Pacific, perquè Air China adquirís Cathay Pacific, i al seu torn Cathay Pacific adquirís una participació majoritària en Dragonair. En contrapartida, el Swire Group passaria a ser el major accionista de la companyia subsidiària d'Air China. Les dues aerolínies van anunciar subsecuentement que les aerolínies no anaven a fusionar-se completament en un futur proper, i Swire va expressar la seva intenció de romandre com l'accionista majoritari de Cathay Pacific. També va ser anunciat que Air China cooperarà amb Cathay Pacific amb vols de codi compartit per a fins de 2005, i que se sumarà al programa de punts Àsia Miles en la segona meitat de 2005.
A gener de 2005, Air China és propietat de China National Aviation Holding Company (CNAH) (69%), inversors particulars (21%) i Cathay Pacific (10%). El 22 de maig de 2006, Air Xina va signar un acord amb  Lufthansa i va ser oficialment convidada a sumar-se a Star Alliance, una aliança rival de Oneworld, del qual Cathay Pacific és membre. Alguns dies després, el 9 de juny de 2006, un anunci conjunt va revelar una nova estructura accionaria en el qual Air China adquirirà un 17.5% en Cathay Pacific, mentre que aquesta serà propietària d'un 20% de la primera.

## Incidents i accidents
- L'11 de setembre del 2001, un Boeing 747 que es dirigia des de Pequín a  San Francisco va ser escortat per dos F-15 Eagle de la Força Aèria dels Estats Units fins a la pista nord del Aeroport Internacional de Vancouver durant l'Operació Yellow Ribbon, exclusivament a causa de problemes de comunicació.

- El 15 d'abril de 2002, el vol 129 d'Air China, 1  Boeing 767-200ER que havia partit de Pequín amb destinació a Busan, es va estavellar quan intentava aterrar en l'Aeroport Internacional de Gimhae durant un clima advers, matant a 128 de les 166 persones a bord.[5][6]

- El 13 de març de 2005, les rodes del tren d'aterratge principal dret d'un Boeing 747-400 d'Air Xina al Aeroport Internacional de Los Angeles, es van enfonsar en l'asfalt del extrem de la carrer de rodatge quan va girar cap a la pista 25R per enlairar-se. L'aeronau va quedar immobilitzada i la pista va haver de ser clausurada per 13 hores, fins que van poder moure l'aeronau.

- El 6 de gener de 2007, l'ala esquerra d'un Boeing 747-400 d'Air Xina amb destinació a Pequín, va fregar la cua d'una aeronau de Delta Air Lines mentre era conduït cap a la pista al Aeroport Internacional John F. Kennedy de Nova York. No hi va haver ferits entre els 215 passatgers i 23 membres de bord de l'aeronau d'Air China i l'aeronau de Delta no tenia passatgers en aquest moment. Aquest incident està actualment sota investigació.

## Socis de codi compartit
A agost de 2006, Air China té acords de codi compartit amb les següents línies:
- Air Algérie
- Air Macau
- Alitalia
- All Nippon Airways (ANA)
- Asiana Airlines
- Austrian Airlines
- Avianca
- Cathay Pacific
- Dragonair
- Finnair
- Korean Air
- Kuwait Airways
- LATAM Airlines
- Lufthansa
- Qatar Airways
- Qantas
- Scandinavian Airlines System (SAS)
- Shandong Airlines
- United Airlines
- Virgin Atlantic Airways